# Castanopsis acuminatissima
Castanopsis acuminatissima ist eine in Südostasien vorkommende Baumart aus der Familie der Buchengewächse (Fagaceae). Ihre Nüsse sind essbar. Als Pioniergehölz kann es für die Wiederbewaldung eingesetzt werden.

## Merkmale
Castanopsis acuminatissima ist ein immergrüner, bis über 30 Meter hoher Baum. Der Stammdurchmesser erreicht über 75 Zentimeter. Es werden Brettwurzeln gebildet.
Die kurz gestielten, leicht ledrigen, kahlen Laubblätter sind in der oberen Hälfte gesägt, zugespitzt bis geschwänzt oder bespitzt und schmal eiförmig bis elliptisch, lanzettlich.
Die kleinen Fruchtbecher (Cupulae) sind mit einfachen Stacheln besetzt. Die Stacheln sind gekrümmt, unregelmäßig und nicht dicht stehend, sodass die Fruchtbecherhaut sichtbar bleibt. Die Fruchtbecher öffnen sich stets. Die kleinen Nüsse sind kahl und werden meist einzeln oder bis zu viert gebildet. Sie sind eiförmig oder an einer Längsseite abgeflacht, manchmal zusammengedrückt.
Die Chromosomenzahl beträgt 2n = 24.

## Verbreitung und Standorte
Die Art kommt in Thailand, Myanmar, Indochina, Malaysia, Indonesien, Taiwan, Japan und Neuguinea vor. Sie wächst im Tieflandregenwald, in tiefgelegenen Bergwäldern sowie in gemischten laubwerfenden Wäldern über Granit oder Sandstein.